# Weybridge
Weybridge is een plaats in het bestuurlijke gebied Elmbridge, in het Engelse graafschap Surrey. De plaats telt 19.463 inwoners.

## Geboren in Weybridge
- Richard Hughes (1900-1976), schrijver en dichter
- John Leech (1926-1992), wiskundige
- Colin Davis (1927-2013), dirigent
- Jacqueline Bisset (1944), actrice
- Sarah Webb (1977), zeiler
- Pippa Wilson (1977), zeiler
- Will Hughes (1995), voetballer

## Trivia
- Zanger Cliff Richard is de bekendste inwoner van het plaatsje.
- Weybridge werd in het boek The War of the Worlds van H.G. Wells aangevallen door Martianen en compleet vernietigd. Dit gebeurde in hoofdstuk 12 getiteld What I Saw of the Destruction of Weybridge and Shepperton. In deze plaats werd ook een Martiaanse vechtmachine door de Britse artillerie vernietigd.[1] In Jeff Wayne's muzikale vertolking van het boek werden deze gebeurtenissen verteld in het nummer The Artilleryman And The Fighting Machine. De Slag bij Weybridge werd ook verbeeld in het graphic novel H.G. Wells' The War of the World van Ian Edginton and D'Israeli (2006).
- De popgroep The Nashville Teens werd in 1962 opgericht in Weybridge.